# João e o Pé de Feijão
João e o Pé de Feijão é um conto de fadas de origem inglesa. A versão conhecida mais antiga é a de Benjamin Tabart, publicada em 1807 e popularizada por Joseph Jacobs em 1890, com a publicação de English Fairy Tales. A versão de Jacobs é mais comumente publicada atualmente e acredita-se que seja mais próxima e fiel às versões orais do que a de Tabart, porque nesta falta a moral que há naquela.

## Enredo
Certa vez, um menino, chamado João, vai ao mercado a mando de sua mãe com o fim de vender uma vaca. Quando ele chega ao mercado, um estranho lhe propõe cinco feijões mágicos em troca do bovino. Barganha aceita, retorna para casa com os grãos no bolso. Sua mãe se enfurece pela clara instrução de vender a vaca ter sido ignorada. Fora de si, ela joga os feijões pela janela, que caem na terra ao lado da casa deles.
Enquanto João dorme, os feijões nascem e dão origem a gigantes pés de feijão despontando no céu. Ao acordar, o menino escala o colossal feijoeiro e encontra um castelo acima das nuvens, lugar habitado por um gigante que se alimenta de gente.
Protegido pela esposa do grandalhão, João consegue fugir, após surrupiar uma sacola de moedas de ouro. Retorna no dia seguinte para furtar a galinha dos ovos de ouro do gigante e novamente escapa ileso. No terceiro dia, João escala o feijoeiro de novo e tenta roubar uma harpa de ouro. Dessa vez, o gigante persegue João, mas o menino consegue descer o pé de feijão mais rapidamente e o corta com um machado de seu pai lenhador.

## Outras mídias
- Na série The Super Mario Bros. Super Show!, no episódio Mario and the Beanstalk (Mario e o Pé de Feijão), Mario, Luigi, Princesa Toadstool e Toad subiram no pé de feijão do Reino dos Cogumelos, e chegando no topo, acabaram parando num castelo onde mora o Rei Koopa (na versão gigante).
- Esse conto se refere aos dois episódios do Pica-Pau: Woody the Giant Killer (no Brasil: Pica-Pau, o Mata-Gigante) e Woody and the Beanstalk (no Brasil: Pica-Pau e o Pé de Feijão).
- Num curta-metragem do Mickey Mouse chamado de Giantland, Mickey contou pros ratinhos esse conto que no pensamento dele, ele chegou no topo de um pé de feijão e parou numa terra de gigantes.
- Outra versão desse conto é o segmento Mickey e o Pé de Feijão, no filme Como é Bom Se Divertir.
- Num curta metragem de Frajola e Piu-Piu chamado de Tweety and the Beanstalk (no Brasil: Piu-Piu e o Pé de Feijão), Frajola, após acidentalmente subir no pé de feijão, tenta capturar o Piu-Piu no castelo do gigante.
- Na série A Casa do Mickey Mouse, no episódio Donald e o Pé de Feijão, Donald troca seu galinho de estimação com o gigante por um punhado de feijões mágicos. Quando os feijões se tornaram um enorme pé de feijão, ele, Mickey e Pateta partem para o céu resgatar o bichinho de estimação do Donald.
- No filme de 2013 Tom and Jerry's Giant Adventure, Tom e Jerry são os servos fiéis de Jack, filho do fundador de um parque de diversões de contos de fadas que ganha um impulso muito necessário graças a alguns feijões mágicos misteriosos.
- No filme de 2014 Caminhos da Floresta, João aparece como co-protagonista, assim como a Chapeuzinho Vermelho, a Cinderela e a Rapunzel.
- Na web-série baiana As Aventuras de Miau, no episódio Miau e o Pé de Feijão, o gatinho Miau vendeu a Mimosa para o boi da cara preta, que o recompensou com alguns feijões mágicos. No dia seguinte, subiu pelo gigantesco pé de feijão que jogaram na terra e no topo, viu um enorme castelo e resgatou a galinha dos ovos de ouro que ficou presa numa gaiola. Enquanto fugia do gigante, Miau descia rapidamente até chegar o chão, e a galinha derrubou o pé de feijão com um golpe de ninja.
- A Walt Disney Animation Studios tinha planos para uma nova animação baseada no conto, intitulada "Gigantic", que foi cancelado.